# Перські сади
Традиції і стиль садового дизайну, представлені перськими садами (перська باغ ایرانی), справили вплив на дизайн садів від Андалузії до Індії і далі. Сади Альгамбри показують вплив філософії та стилю перського саду в масштабах мавританського палацу, починаючи з епохи Аль-Андалус в Іспанії.  Гробниця Хумаюна і Тадж-Махал мають одні з найбільших перських садів у світі, часів Імперії великих Моголів у Індії.

## Поняття і етимологія

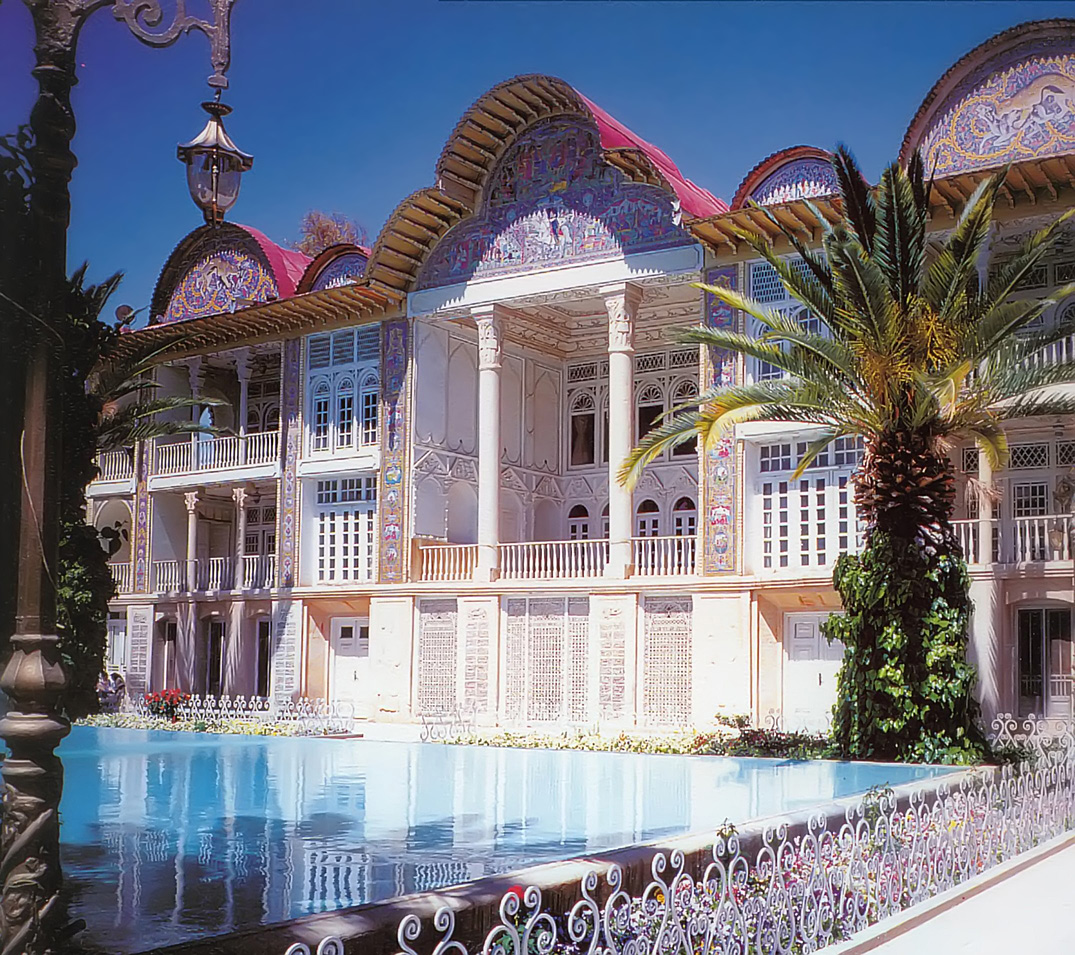
Сад Ерам — відомий старовинний перський сад у Ширазі, Іран

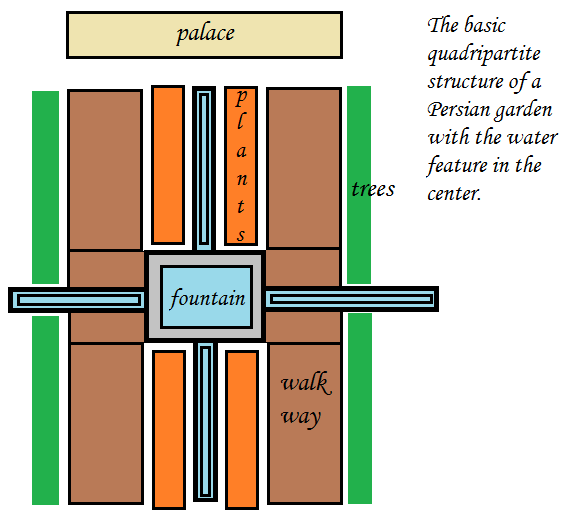
Схема перського саду. Зверніть увагу на структуру, яка складається з чотирикутників з фонтаном як фокусною точкою в центрі, з'єднувальні акведуки і навколишні дерева, а також розміщення палацу

З часів династії Ахеменідів ідея земного парадісу (раю )поширюється через перської літератури і приклад до інших культур, наприклад елліністичні сади Селевкідів і Птолемеїв в Александрії. Авестійське слово pairidaēza-, давньоперське *paridaida-, мідійське *paridaiza- (які всі означали «обнесений стіною», тобто огороджений сад), було запозичене у Стародавній Греції: дав.-гр. παράδεισος, трансліт. parádeisos, потім перекладене на латинь paradīsus, і звідти увійшло в європейські мови, наприклад, французька paradis, німецький Paradies, і англійська paradise. Слово потрапило і семітські мови: Аккадська pardesu, іврит pardes, і арабський firdaws.
Як видно зі значення слова, такі сади були огороджені. Метою саду було та є забезпечити місце для захищеного відпочинку в різних формах: духовного і розважального (наприклад, зустрічі з друзями), по суті «рай на землі». Спільноіранське слово для «замкнутого простору» було *pari-daiza-- (авестійська pairi-daēza-), — термін, який був запозичений християнською міфологією для опису Едемського саду або раю на землі.
Форма саду може бути формальною (з акцентом на структуру) або випадковою (з акцентом на природу), виконуючи кілька простих дизайнерських правил. Це дозволяє максимізацію, з точки зору функціональності і емоцій, того, що може бути зроблено в саду.

## Історія

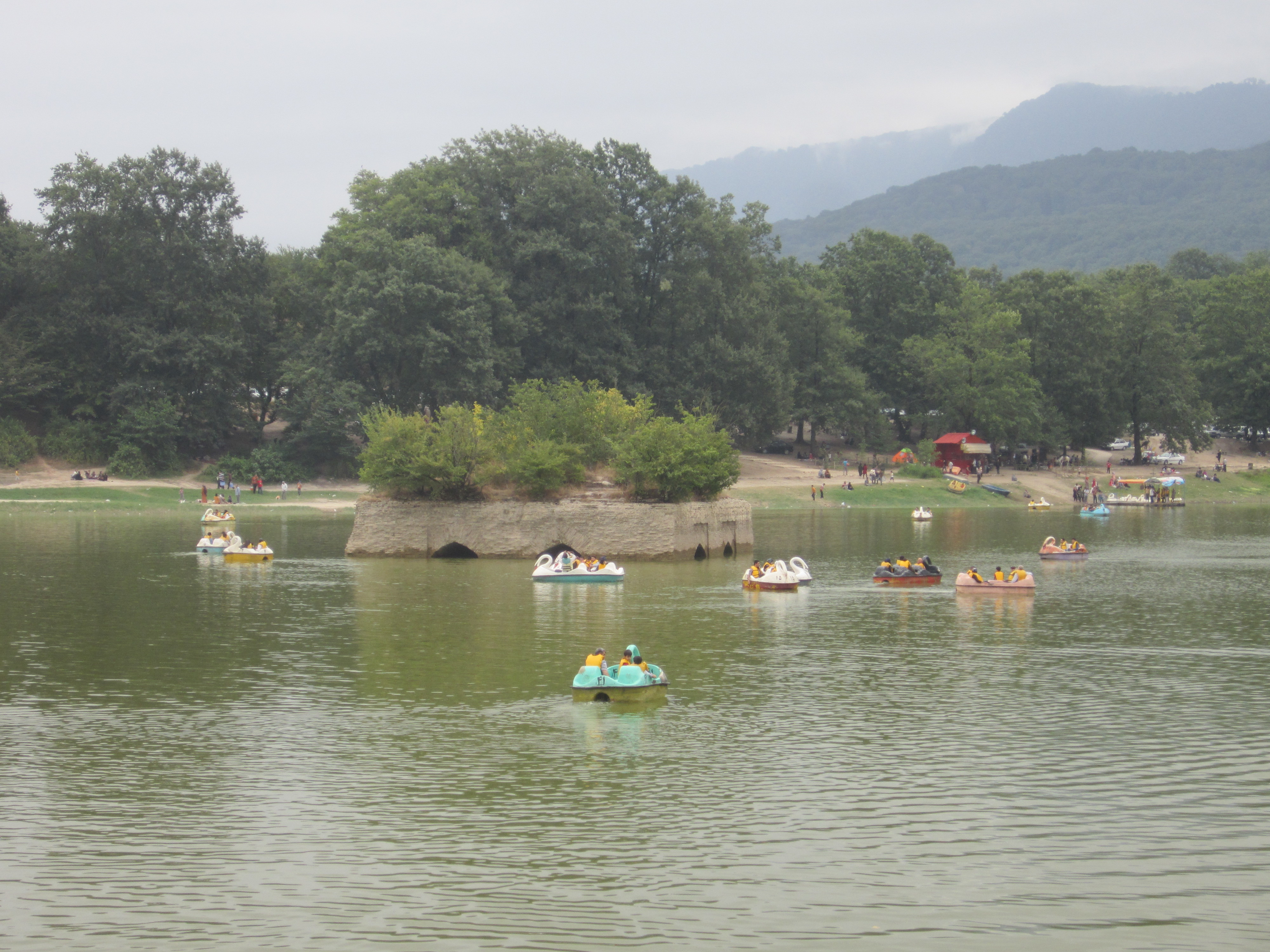
Сад Аббасабад, округ Бехшахр, Мазендеран.

За деякими теоріями, витоки перських садів сягають ще 4000 р. до нашої ери, оскільки декор на гончарних виробах того часу показує типовий хрестоподібний план такого саду. Схему Пасаргади, побудованого близько 500 року до н. е., можна побачити і сьогодні.
У часи правління Сасанідів (з третього по сьоме століття н. е..), і під впливом Зороастризму, вода в мистецтві ставала все більш важливою. Ця тенденція проявилася і в садовому дизайні, з великим акцентом на фонтани і стави.
Після ісламського завоювання, естетичний аспект саду став більш важливим, а корисність відійшла на задній план. Прикладом є чахар-бак(چهارباغ), форма саду, яка намагається наслідувати Едем з чотирма ріками і чотирма квадрантами, які представляють світ. Іноді форма не квадратна, а прямокутна  - витягнута по одній осі більше, ніж у поперечному напрямі, і може мати водні канали, які проходять через кожен з квадрантів і з'єднуються з центральним басейном.
Вторгнення в Персію монголів у XIII столітті призвело до нових акцентів — більшу декоративність саду; так були привнесені деревоподібні півонії і хризантеми. Монгольська імперія поширила традиції перського саду на свої інші частини (особливо Індію).
В Індію перські сади приніс Бабур. Сад Арам-Бак (зараз занедбаний) в Аґрі був першим з багатьох перських садів, які він там створив. Сад Тадж Махалу уособлює перську концепцію ідеального, райського саду.
Сефевідська династія (XVII—XVIII століття) будувала і розвивала великі та епічні сади, які виходили за рамки простого продовження палаців і стали їх невід'ємною естетичної та функціональною частиною. У наступні століття європейський садовий дизайн почав впливати на сади Персії, зокрема, плани садів  з Франції, і менше з Росії та Сполученого Королівства. Західні впливи призвели до змін у використанні води і видів рослин на клумбах.
Традиційні форми і стиль досі застосовуються в сучасних іранських садах. Вони також з'являються в історичні місцях, музеях і маєтках багатіїв.

## Елементи перського саду

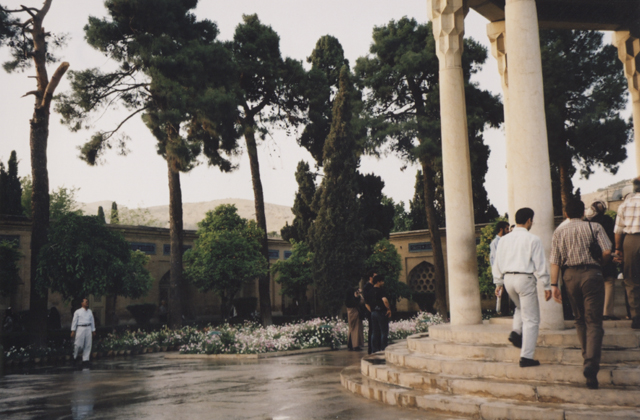
Елементи перського саду, такі як тіні (джуб) і хаят у стилі внутрішнього дворика у громадському саду в Ширазі.

Сонячне світло і його ефекти були важливим фактором структурного дизайну перських садів. Фактури та форми спеціально обирались архітекторами, щоб використовувати світло.

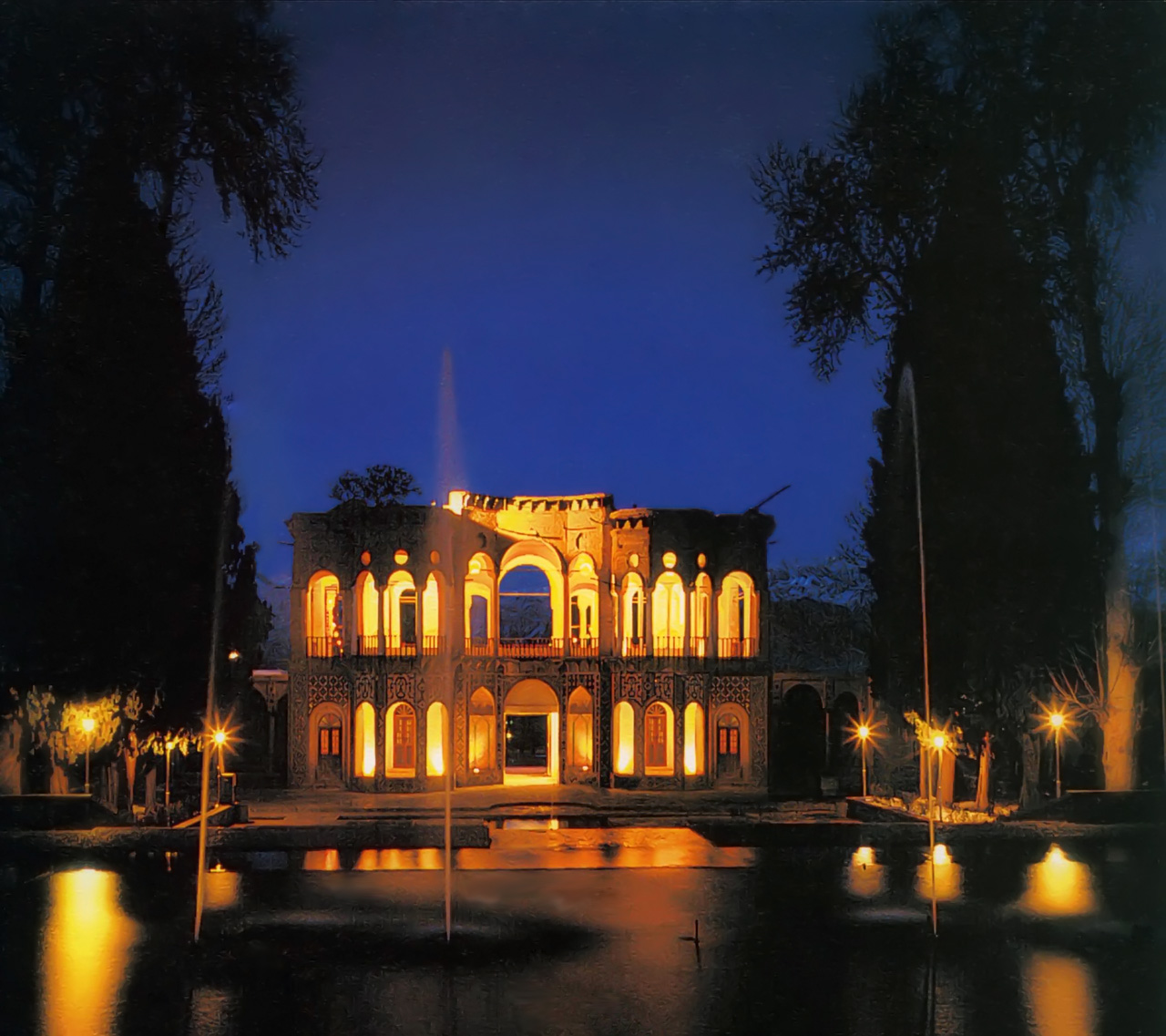
Сад Шазде є одним з найбільших садів у остані Керман, Іран.

Для сухого спекотного клімату Ірану тіні в саду є дуже важливими. Для створення біотичних тіней використовували дерева і шпалери, а павільйони і стіни для штучних перепон світлу.
Вода також дуже важлива, як для як дизайну, так і для утримання саду. Полив може забезпечуватись через форму підземного тунелю, який називається канат, що транспортує воду з місцевого водоносного шару. Канал закінчується схожими на криницю спорудами, з яких можливо витягувати воду або альтернативно перською криницею, в якій воду витягують на поверхню рухом тварин по колу. Такі колісні системи також рухали воду по поверхневим водним системам, напр. чахар-баку. Дерева часто висаджують у рів, який має назву жуй, який попереджував випаровуванню води дозволяв швидкий доступ води до коріння дерев.
Перський стиль часто намагається інтегрувати приміщення з природою через поєднання навколишнього саду з внутрішнім двориком. Дизайнери часто розміщують архітектурні елементи, такі як склепінчасті арки між зовнішніми та внутрішніми зонами, щоб відкрити прохід між ними.

## Опис
Ранній опис (з першої половини четвертого століття до н. е.) перського саду присутній у «Ойкономії» Ксенофонта, в якому Сократ розповідає історію відвідування спартанського генерала Лісандра перського царевича Кіра молодшого, який показує греку його «парадіс у Сарді». У цій історії Лісандр «вражений красою дерев, посаджених на рівній відстані, довгими прямими рядами, ідеальна регулярність, прямокутна симетрія цілого, і багато солодких ароматів, які висіли навколо них, поки вони прогулювалися парком».
Найстаріші представницькі описи та ілюстрації перських садів походять з мандрівників, які потрапляли в Іран з заходу. Ці описи включають розповіді Ібн Батути в XIV ст., Руя Гонсалеса де Клавіхо в XV ст. і Енгельберта Кемпфера в XVII ст. Батута і Клавіхо сади згадали лише побіжно і не описували їх конструкцію, а от Кемпфер створив детальні малюнки й перетворив їх у детальні гравюри після свого повернення в Європу. Вони показують сади типу чахар-бак, який мав стіну по периметру, прямокутні басейни, внутрішню мережу каналів, садові павільйони і пишну зелень. Збереглися приклади цього типу садів у Язді (Даулатабад) і в Кашані (Бак-є-Фін). Можна ідентифікувати розташування садів у Ісфахані, які були описані Кемпфером.

## Стилі

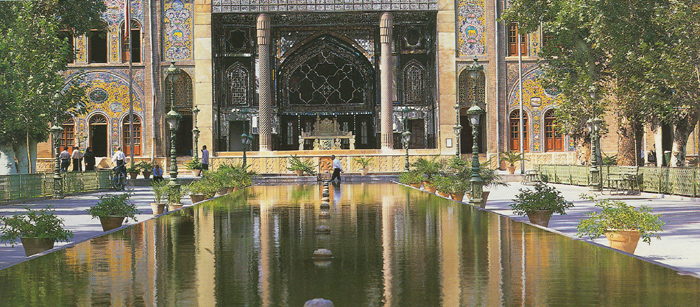
Сад палацу Голестан у Тегерані.

Шість основних стилів перського саду можна побачити в наступній таблиці, яка ставить їх у контексті їх функціональності і стилю. Сади не обмежується певним стилем, а часто поєднують їх або мають зони з різними функціями і стилями.
| Класичний   | Формальний | Неформальний |      |
| Громадський | Хаят       | Мейдан       | Парк |
| Приватний   | Хаят       | Чахар-бак    | Бак  |

### Хаят
Публічні хаяти мають класичний перський поземний план з наголосом на естетику понад функцією. Штучні споруди в саду мають особливе значення, з арками і басейнами (які можуть бути використані для купання). Ґрунт часто покритий гравієм, переміженим каменем. Насадження, як правило, дуже прості — наприклад, ряди дерев, які, крім естетики, дають також тінь.
Приватні хаяти — це сади часто з басейном по центру і, знову ж таки, структуровані. Басейн слугує фокусом та джерелом вологи для навколишньої атмосфери. В саду є небагато рослин, часто через обмежену доступність води в міських поселеннях.

### Мейдан

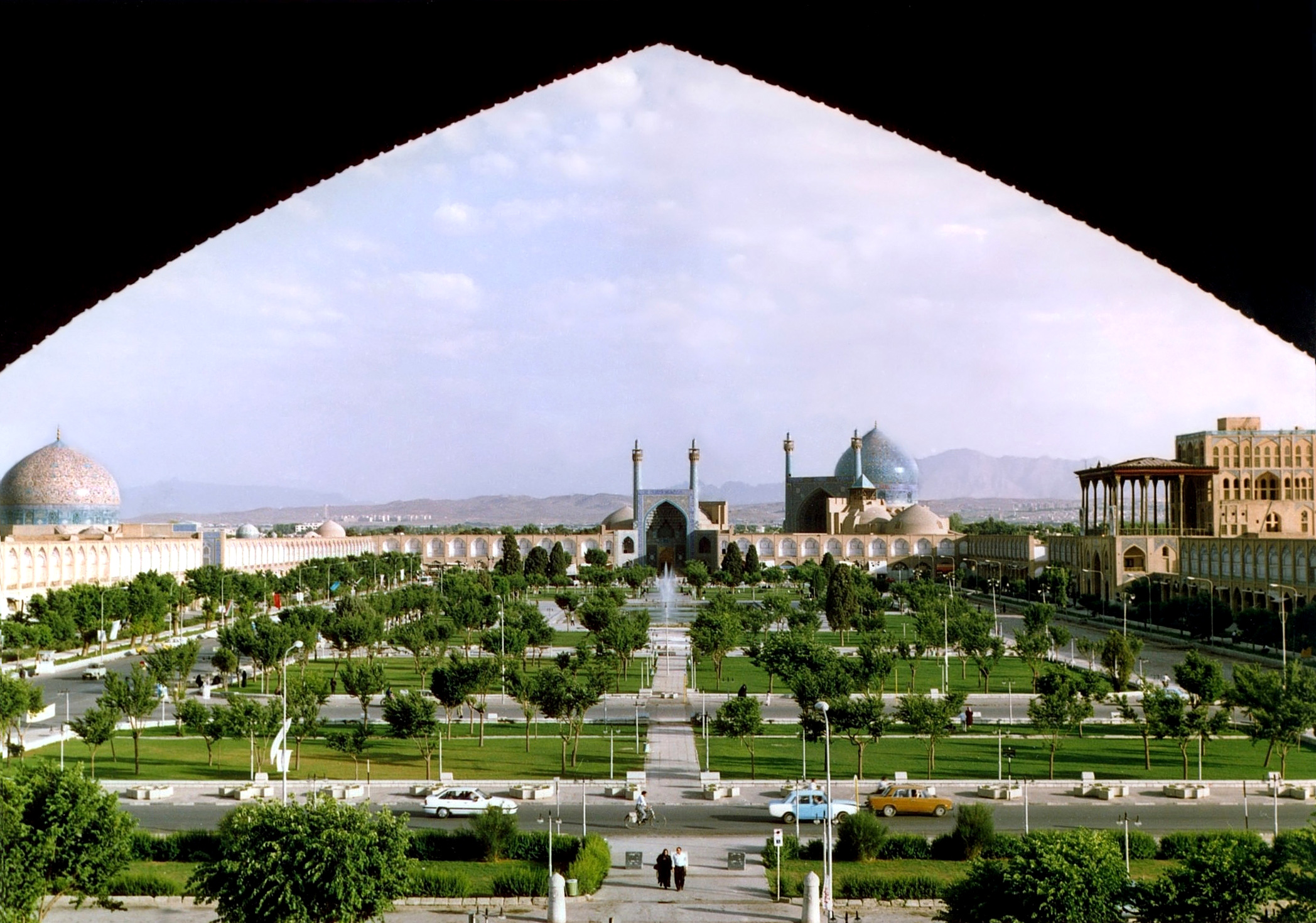
Naghsh-я-Джахан площі в стилі чахар-бак (Мейдан) в Ісфахані, побудована між 1598 і 1629

Це суспільний, формальний сад, який робить більший акцент на біотичний елемент, ніж хаят (hayāt), і мінімізує споруди. Асортимент рослин охоплює дерева, кущі, рослини для клумб, трави. Але є такі елементи, як басейни і гравійні доріжки, які ділять газони. Коли використовуються споруди, вони часто будуються для забезпечення тіні, як у випадку з альтанками.

### Чахар-бак
Ці сади є приватними і формальними. Основна структура складається з чотирьох квадрантів, розділених водними каналами чи доріжками. Традиційно, багаті використовували такі сади для службових функцій (наприклад, розважання послів). Ці сади балансують споруди з озелененням, рослини часто по розташовані периметрах структури з басейну, каналів і доріжок.

### Парк
Так само як і багато інші парків, перські парки виконують неформальні суспільні функції з акцентом на рослинний світ. Вони мають доріжки і місця для сидіння, але, як правило, інших конструкційних елементів мало. Мета таких місць — відпочинок та соціалізація.

### Бак
Як і інші неформальні сади, бак підкреслює природний і зелений вид на сад. На відміну від парку, це приватна територія, яка часто примикає до будинків і складається з газонів, дерев, і наземних рослин. Водні шляхів і доріжок менше, ніж у більш формальних садах, і багато в чому вони функціональні. Основна функція таких садів — сімейний відпочинок.

## Об'єкти Світової спадщини з перськими садами
1. Перські сади. До цього об'єкту включено 9 садів різних стилів у різних регіонах Ірану:
  1. Пасаргадський перський сад в Пасаргади, Іран
  2. Чехель Сотун, Ісфахан, Іран
  3. Бак-є-Фін, Кашан, Іран
  4. Сад Ерам, Шираз, Іран
  5. Сад Шахзаде, Махан, Керман, Іран
  6. Сад Долатабад, Язд, Іран
  7. Сад Аббасабад, Аббасабад, Мазендеран, Іран
  8. Сад Акбаріє, Південний Хорасан, Іран
  9. Сад Пахлеванпур, Іран[9]
2. Тадж Махал, Аґра, Індія
3. Гробниця Хумаюна, Нью-Делі, Індія
4. Сади Шалімара, Лахор, Пакистан
5. Хенераліфе, Ґранада, Іспанія

## Див. також

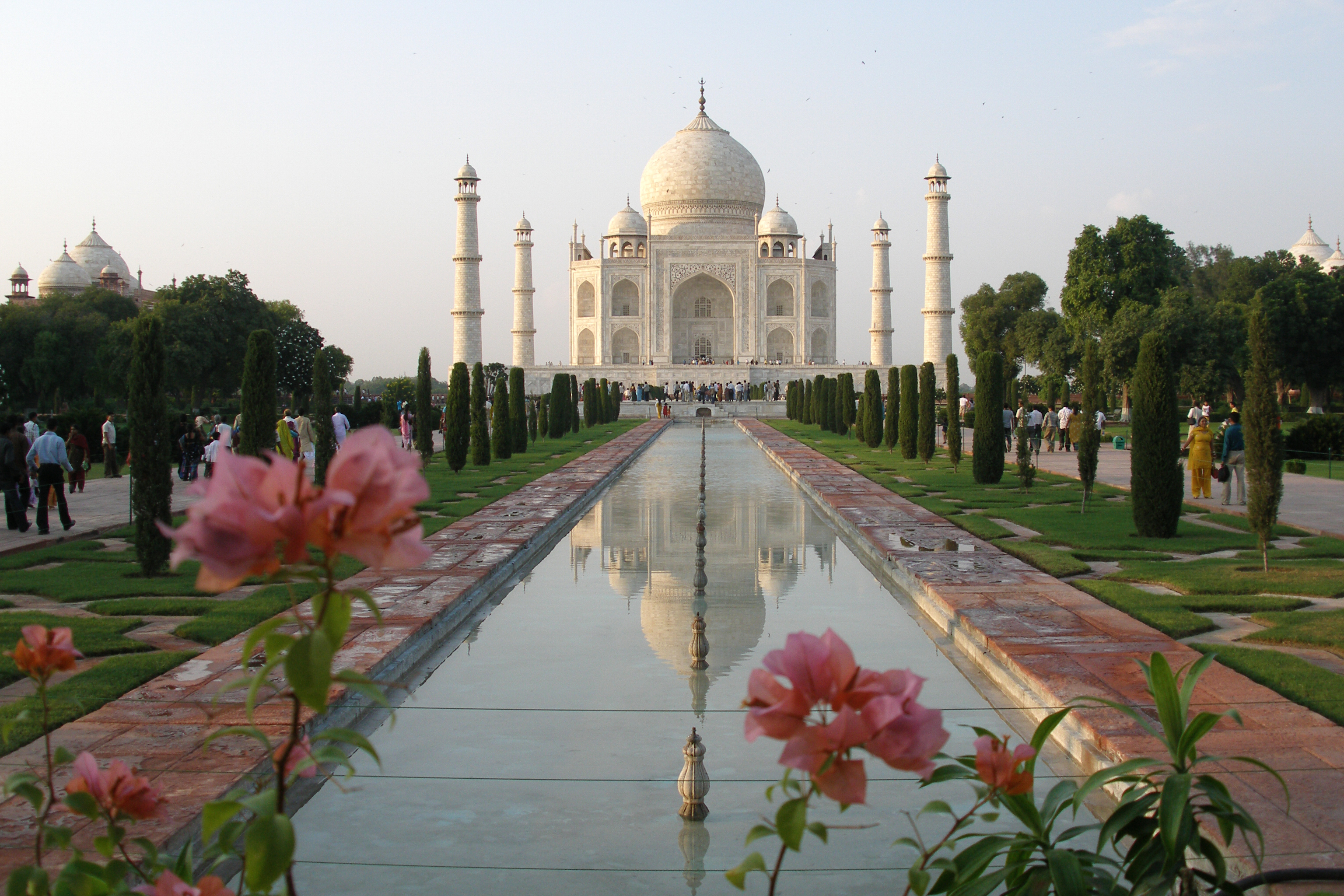
Вид на сад на Тадж Махал, Аґра, Індія.

## Нотатка
1. ↑  Хоча початкова староперська форма повинна була бути *paridaida-, сучасна перська palīz («сад») з середньоперської palēz передбачає варіант *pardaiza- (з синкопе на -і-), який, імовірно, є когнатом від *paridaida- з іншої іранської мови (авестійської, мідійської або парфянської), запозиченою перською мовою ще в ранньому періоді. Див. протоіранське *paridaiźa-

## Подальше читання
- Rostami, Raheleh., Hasanuddin, Lamit., Khoshnava, S. Meysam., Rostami, Rasoul (2014). «The Role of Historical Persian Gardens on the Health Status of Contemporary Urban Residents». Journal of EcoHealth, 11 (3), 308—321.
- Rostami, Raheleh., Hasanuddin, Lamit., Khoshnava, S. Meysam., Rostami, Rasoul (2015).Sustainable Cities and the Contribution of Historical Urban Green Spaces: A Case Study of Historical Persian Gardens, Journal of Sustainability, 7, 13290-13316.
- Rostami, Raheleh., Hasanuddin, Lamit., Khoshnava, S. Meysam., Rostami, Rasoul (2015).Successful Public Places, A case Study of Historical Persian Gardens, Journal of Urban Forestry & Urban Greening, In Press, doi:10.1016/j.ufug.2015.08.011
- Rostami, Raheleh., Hasanuddin, Lamit., Khoshnava, S. Meysam., Rostami, Rasoul (2011). «Contribution of Historical Persian Gardens for Sustainable Urban and Environment: Lessons from Hot Arid Region of IRAN». American Transaction on Engineering and Applied Sciences 1(3), 281—294.
- Khonsari, Mehdi; Moghtader, M. Reza; Yavari, Minouch (1998). The Persian Garden: Echoes of Paradise. Mage Publishers. ISBN 0-934211-46-9.
- Multiple authors (2010). Garden. Encyclopædia Iranica. Архів оригіналу за 17 листопада 2016. Процитовано 6 листопада 2016.
- Newton Wilber, D (1979). Persian Gardens and Garden Pavilions. Washington.
- Michel Conan, Dumbarton Oaks (2007). Middle East Garden Traditions: Unity and Diversity [Архівовано 19 квітня 2017 у Wayback Machine.].